# Concordiasee (Erftstadt)
Der Concordiasee ist ein Tagebaurestsee nördlich von Erftstadt im Rhein-Erft-Kreis. Der See liegt östlich des Erftstädter Stadtteils Kierdorf, wird von diesem aber durch die A1 getrennt.
Der Concordiasee gehört zum Naturpark Rheinland / Naturschutzgebiet Villeseen. Im Osten schließen sich Köttinger See und Roddersee an; im Norden liegt das Zieselsmaar.
Der See steht selbst unter Naturschutz. Hier sind ganzjährig geschützte Laichzonen für Amphibien sowie Schutz- und Ruhezonen für andere Tiere eingerichtet, die nicht betreten werden dürfen. Angeln, Schwimmen, Tauchen und sonstiger Wassersport sind nicht erlaubt.

## Entstehung
Der See entstand zwischen 1955 und 1973 (Freigabe) aus einer stillgelegten Braunkohle-Grube im Feld „Nord“ der 1958 stillgelegten Brikettfabrik „Concordia“ des Unternehmers Carl Brendgen. Hier wurde ab 1902 Braunkohle abgebaut.
Nach Einstellung der Wasserhaltung im Tagebaurestloch füllte sich dieses mit Grundwasser.